# صومعه (اهر)
صومعه یکی از روستاهای استان آذربایجان شرقی است که در دهستان اوچ‌هاچا بخش مرکزی شهرستان اهر واقع شده‌است.این روستا ۷۹ نفر جمعیت دارد.